# Matar

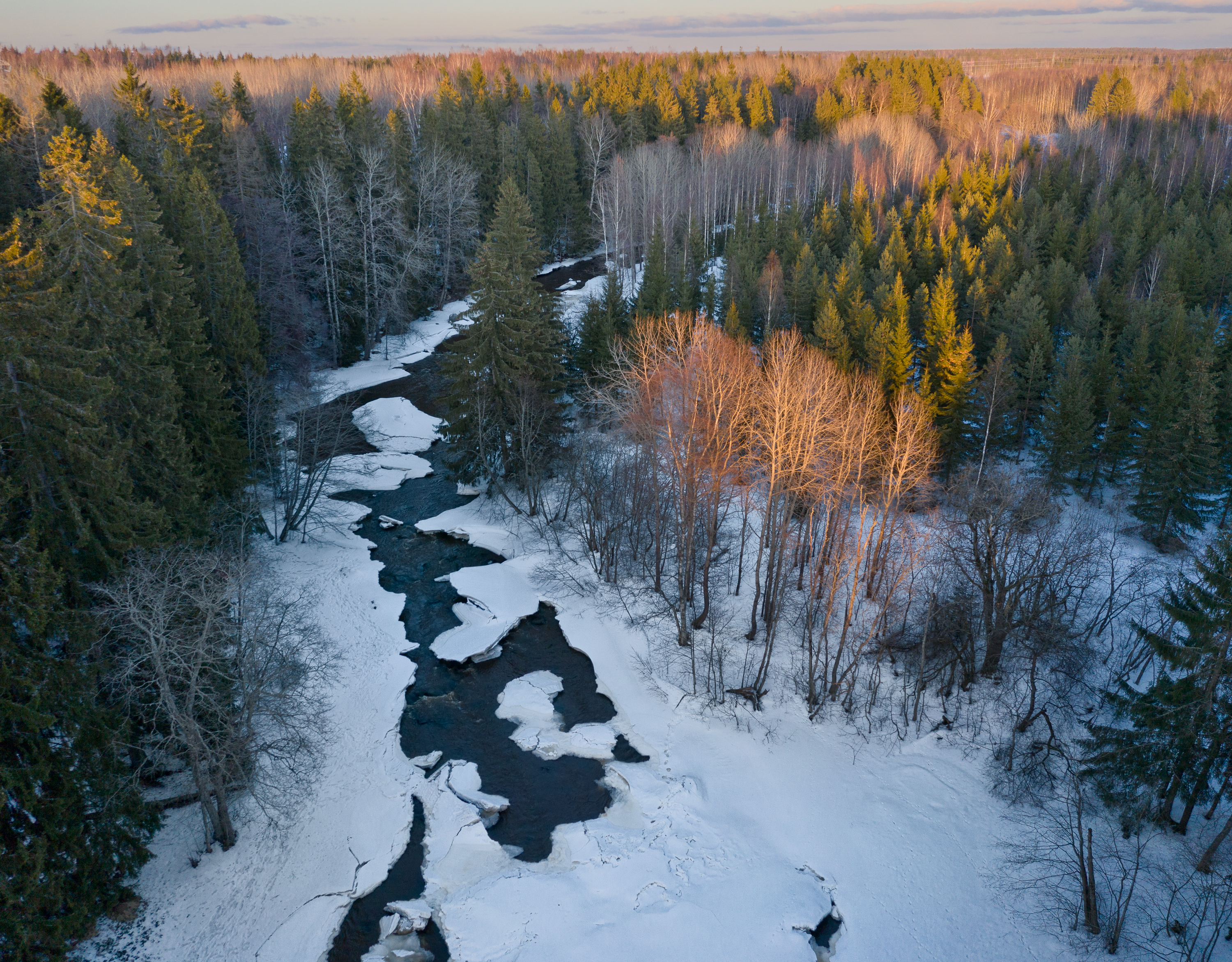
Kervo å i Matar

Matar [matar] (finska: Matari) är en stadsdel i Vanda stad i landskapet Nyland.
Matar utgör en del av Korso tätort och ligger mellan Skogsbrinken och Räckhals. Det finns främst småhus i stadsdelen.